# Flavio Aquilone
Flavio Aquilone (Roma, 21 febbraio 1990) è un doppiatore italiano.

## Biografia
Figlio della dialoghista e direttrice del doppiaggio Novella Marcucci, inizia a doppiare nel 1994, all'età di 4 anni dando la voce ad un coniglietto nel film d'animazione Il settimo fratellino. Ha dato la voce a Tom Felton nel ruolo di Draco Malfoy in tutti gli otto film della saga di Harry Potter, a Jaime Lorente nella serie TV La casa di carta, a Cory Monteith in Glee, Scott McCall nella serie TV Teen Wolf, ad Hiccup nella serie di Dragon Trainer, a Light Yagami dell'anime Death Note e a Rami Malek in Mr. Robot e The Pacific.
La sua voce compare in numerose puntate di The Closer, CSI - Scena del crimine e Medium. Nella serie poliziesca Major Crimes è il doppiatore di Graham Patrick Martin. Doppia il protagonista Gyurka del film Essere senza destino, tratto dal libro del premio Nobel Imre Kertész.
Nel 2005 ha vinto il premio Voce emergente dell'anno attribuito dal pubblico al Gran Galà del Doppiaggio, mentre nel 2009 il premio Voce maschile dell'anno a Romics per The Millionaire. Flavio Aquilone è anche la voce italiana di Devon Bostick in Diario di una schiappa e negli altri sequel e di Genos in One-Punch Man e di Jean Kirschtein ne L'attacco dei giganti. Nel luglio 2014 ha vinto con ampio merito il Leggio d'oro per la voce maschile dell'anno.

## Vita privata
È compagno della doppiatrice Valentina Favazza, da cui ha avuto un figlio, Enea, nato il 19 settembre 2019, che ha iniziato a seguire le orme familiari.

## Doppiaggio

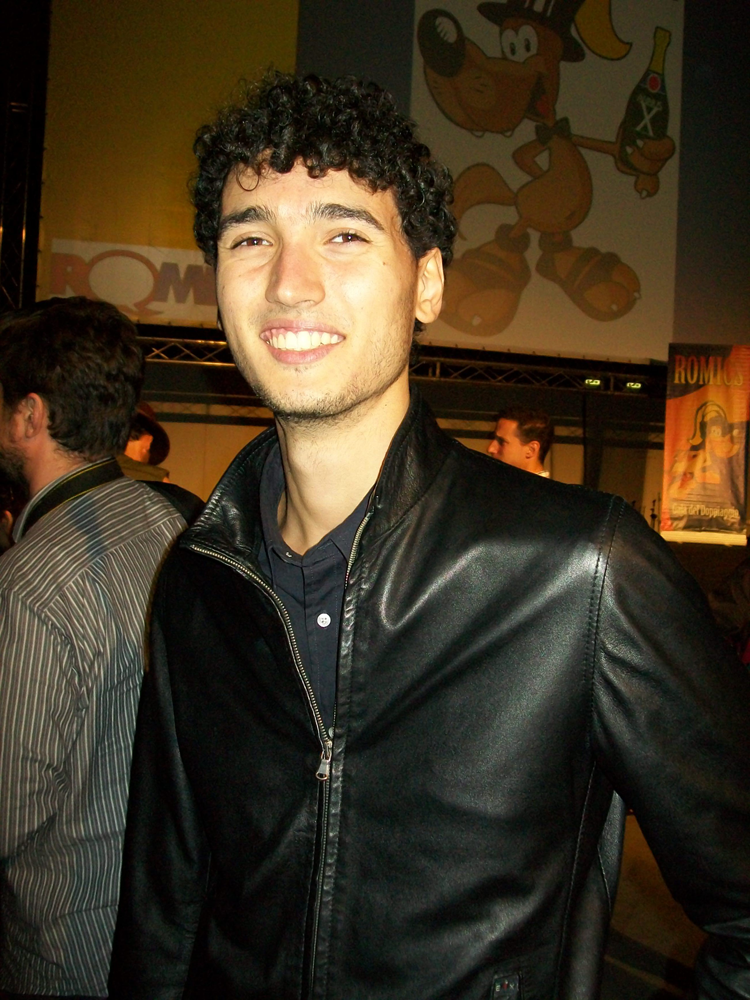
Flavio Aquilone al Romics 2010

### Cinema
- Tom Felton in Harry Potter e la pietra filosofale, Harry Potter e la camera dei segreti, Harry Potter e il prigioniero di Azkaban, Harry Potter e il calice di fuoco, Harry Potter e l'Ordine della Fenice, Harry Potter e il principe mezzosangue, In viaggio con una rock star, Harry Potter e i Doni della Morte - Parte 1, Harry Potter e i Doni della Morte - Parte 2, L'alba del pianeta delle scimmie, The Apparition, La ragazza del dipinto, Risorto, Stratton - Forze speciali, Guida per babysitter a caccia di mostri
- Zac Efron in The Derby Stallion, High School Musical, High School Musical 2, High School Musical 3: Senior Year, 17 Again - Ritorno al liceo, Segui il tuo cuore, Capodanno a New York, Quel momento imbarazzante, We Are Your Friends, Nonno scatenato, Mike & Dave - Un matrimonio da sballo, The Disaster Artist, Baywatch, The Greatest Showman, Una birra al fronte, Firestarter, Ricky Stanicky - L'amico immaginario, A Family Affair
- Dane DeHaan in Chronicle, Lawless, Giovani ribelli - Kill Your Darlings, Devil's Knot - Fino a prova contraria, The Amazing Spider-Man 2 - Il potere di Electro, Life After Beth - L'amore ad ogni costo, Life, La cura dal benessere, Oppenheimer
- Caleb Landry Jones in L'ultimo esorcismo, X-Men - L'inizio, Contraband, God's Pocket, Scappa - Get Out, Low Down, Tre manifesti a Ebbing, Missouri, I morti non muoiono, Dogman
- Anton Yelchin in A Time for Dancing, Cuori in Atlantide, Alpha Dog, Terminator Salvation, Mr. Beaver, Fright Night - Il vampiro della porta accanto, Solo gli amanti sopravvivono, Il nemico invisibile
- Dev Patel in The Millionaire, Ritorno al Marigold Hotel, Humandroid, L'uomo che vide l'infinito, Lion - La strada verso casa, Attacco a Mumbai - Una vera storia di coraggio, La vita straordinaria di David Copperfield, Monkey Man
- Daryl Sabara in Spy Kids, Spy Kids 2 - L'isola dei sogni perduti, Missione 3D - Game Over, Halloween - The Beginning, Machete, Spy Kids 4 - È tempo di eroi, John Carter
- Logan Lerman in Quel treno per Yuma, Gamer, My One and Only (ridoppiaggio), Percy Jackson e gli dei dell'Olimpo - Il ladro di fulmini, Percy Jackson e gli dei dell'Olimpo - Il mare dei mostri, Noah, La scomparsa di Sidney Hall
- Nicholas Hoult in Warm Bodies, Mad Max: Fury Road, Dark Places - Nei luoghi oscuri, The Banker, Autobahn - Fuori controllo, Giurato numero 2, Nosferatu, Superman
- Spencer Breslin in Faccia a faccia, Che fine ha fatto Santa Clause?, Santa Clause è nei guai, Capitan Zoom - Accademia per supereroi
- Devon Bostick in Diario di una schiappa, Diario di una schiappa 2 - La legge dei più grandi, Diario di una schiappa - Vita da cani, Regression
- William Moseley in Le cronache di Narnia - Il leone, la strega e l'armadio, Le cronache di Narnia - Il principe Caspian, Le cronache di Narnia - Il viaggio del veliero, On the Line
- Liam Hemsworth in Hunger Games, Hunger Games - La ragazza di fuoco, Hunger Games - Il canto della rivolta - Parte 1, Hunger Games - Il canto della rivolta - Parte 2
- Aaron Taylor-Johnson in 2 cavalieri a Londra, La mia vita è un disastro, I segreti della mente, Avengers: Age of Ultron
- Ezra Miller in Noi siamo infinito, ...e ora parliamo di Kevin, City Island, Royal Pains, Suicide Squad
- Diego Boneta in Rock of Ages, Pelè, Terminator - Destino oscuro, Monster Hunter
- Josh Hutcherson in Viaggio al centro della Terra, Viaggio nell'isola misteriosa, 7 Days in Havana
- Max Thieriot in Missione tata, Chloe - Tra seduzione e inganno, Nancy Drew, Disconnect
- Nicholas Galitzine in New York Academy, Cenerentola, Purple Hearts, Rosso, Bianco & Sangue Blu, The Idea of You
- Matthias Schweighöfer in Operazione Valchiria, Army of the Dead, Army of Thieves, Heart of Stone
- Miles Teller in Appuntamento con l'amore, Fantastic 4 - I Fantastici Quattro, Trafficanti, Misteri dal profondo
- Nat Wolff in Stuck in Love, Comportamenti molto... cattivi!, Admission - Matricole dentro o fuori
- Alexander Ludwig in Lone Survivor, Bad Boys for Life, Bad Boys: Ride or Die
- Iko Uwais in Fistful of Vengeance, La notte su di noi, I mercenari 4 - Expendables
- Tyler Posey in Un amore a 5 stelle, Yoga Hosers - Guerriere per sbaglio, Obbligo o verità, Teen Wolf - Il film
- Ansel Elgort in Divergent, The Divergent Series: Insurgent, The Divergent Series: Allegiant
- Johnny Simmons in Jennifer's Body, Hotel Bau, Gli ostacoli del cuore
- Alex Neustaedter in Ithaca - L'attesa di un ritorno, It Ends With Us - Siamo noi a dire basta
- Garrett Clayton in Teen Beach Movie, Teen Beach 2
- Brenton Thwaites in Laguna blu - Il risveglio, Pirati dei Caraibi - La vendetta di Salazar
- Robert Sheehan in Shadowhunters - Città di ossa, Mute, L'ultimo dei Templari, Anita B.
- Jay Baruchel in Una notte al museo 2 - La fuga, L'apprendista stregone, Cosmopolis
- Spencer Treat Clark in Unbreakable - Il predestinato, Glass
- Joe Jonas in Camp Rock, Camp Rock 2: The Final Jam
- Eddie Redmayne in The Danish Girl
- Adam Scott Miller in USS Indianapolis
- Tim Pocock in X-Men le origini - Wolverine
- Bryan Hearne in Hardball
- Evan Ellingson in La custode di mia sorella
- Andrew Caldwell in Nolan - Come diventare un supereroe
- Nicolas Giraud in Adèle e l'enigma del faraone
- Joey Gaydos Jr. in School of Rock
- J. D. Pardo in The Twilight Saga: Breaking Dawn - Parte 2
- Callan McAuliffe in Sono il Numero Quattro, Il grande Gatsby
- Rupert Grint in Prigionieri del ghiaccio, Bussano alla porta
- Houston Stevenson in Lei è la mia pazzia, Lei è sempre la mia follia
- Nick Jonas in Jumanji - Benvenuti nella giungla, Jumanji: The Next Level
- Nick Roud in Neverland - Un sogno per la vita
- James Bentley in The Others
- Carter Jenkins in Alieni in soffitta, Appuntamento con l'amore
- Rory Culkin in Signs, Scream 4
- Rami Malek in Amsterdam, Operazione vendetta
- Harry Newell in Peter Pan
- Tyler James Williams in Mi sono perso il Natale
- Dominic Applewhite in Il discorso del re
- Harry Eden in Oliver Twist
- Eli Marienthal in American Pie, American Pie 2
- Vincent Lacoste in Quel giorno d'estate, Imprevisti digitali
- Kevin Schmidt in Il ritorno della scatenata dozzina
- Josh Zuckerman in Sex Movie in 4D
- Jon Foo in Tekken
- Daniel Tay in Elf - Un elfo di nome Buddy
- Tyler Hoechlin in Era mio padre
- Kunal Sharma in I ragazzi stanno bene
- Alexander Pollock in Come cani e gatti
- Hunter Parrish in È complicato
- Thomas Dekker in Kaboom
- Aneurin Barnard in The Adventurer - Il mistero dello scrigno di Mida
- Marc Musso in 21 grammi
- Craig Roberts in Red Lights
- Jamie Blackley in Resta anche domani
- Arthur Dupont in Quando meno te l'aspetti
- Jack Carpenter in Una notte con Beth Cooper
- Shane Dawson in Internet Famous
- Connor Paolo in Friend Request - La morte ha il tuo profilo
- Jorge Diaz in Il segnato
- David Mazzucchi in Margaret
- Dee Jay Daniels in Sky High - Scuola di superpoteri
- Harrison Gilbertson in Fallen
- Stephan James in Race - Il colore della vittoria
- Misha Gabriel Hamilton in Step Up Revolution, Step Up: All In
- Matthew Harbour in Equilibrium
- Ben Schnetzer in Storia di una ladra di libri, Snowden
- Marcell Nagy in Essere senza destino
- Lukas Haas in Lincoln
- Lucas Till in Crush
- Matt Bomer in I magnifici 7
- Richard Harmon in ESP² - Fenomeni paranormali
- Nahuel Pérez Biscayart in 120 battiti al minuto
- Michael Angarano in L'arte di cavarsela
- Pierre Boulanger in Monte Carlo
- Nick Westrate in Dove eravamo rimasti
- Jonathan Lipnicki in Stuart Little 2
- Keean Johnson in Alita - Angelo della battaglia
- Augustus Prew in Moonacre - I segreti dell'ultima luna
- Jaime Lorente in Chi porteresti su un'isola deserta?
- Aneurin Barnard in La vita scandalosa di Lady W
- Nick Price in I tre investigatori e il castello del terrore
- Ekin Koç in Bold Pilot - Leggenda di un campione, Memories
- Kayvan Novak in Crudelia
- Pierre Niney in Emotivi anonimi
- Thomas Solivéres in Quasi amici - Intouchables
- Ludi Lin in Power Rangers
- Avan Jogia in Resident Evil: Welcome to Raccoon City
- Pharrell Williams in In viaggio con una rock star
- Max Huang in Mortal Kombat
- Mehdi Dehbi in Il figlio dell'altra
- George MacKay in Pride, Marrowbone
- Jack Quaid in Scream 5, Mr Morfina
- Devon Werkheiser in Ricetta per un disastro
- Jack Whitehall in Clifford - Il grande cane rosso
- Jason Mitchell in Straight Outta Compton
- Arón Piper in Sayen
- Travis Bennett in You People
- Sebastian de Souza in Fair Play
- Sükrü Özyildiz in Tattiche d'amore, Tattiche d'amore 2
- Diego Calva in Bird Box Barcellona
- Austin Butler in Dune - Parte due
- Kim Mu-yeol in Illang - Uomini e lupi
- Fernando Guallar in Vicini davvero
- Andrew Koji in Snake Eyes: G.I. Joe - Le origini
- Joseph Quinn ne Il gladiatore II
- Liam Payne in Horizon: An American Saga - Capitolo 1
- Jake Weary in Oh, Canada - I tradimenti
- Gunnar Eirikson in Sorella di neve
- Drew Starkey in Queer
- Max Lloyd-Jones in Final Destination Bloodlines
- Jonah Hauer-King in So cosa hai fatto

### Serie televisiva
- Austin Llyon e Dylan Minnette in Agents of S.H.I.E.L.D.
- Kenny Baumann in La vita segreta di una teenager americana, Castle
- Ben Schnetzer in La verità sul caso Harry Quebert, Il problema dei 3 corpi
- Joe Jonas in Jonas, Jonas L.A., Hannah Montana, Sonny tra le stelle
- Diego Boneta in Mean Girls 2, Underemployed - Generazione in saldo, Jane the Virgin
- Frank Dillane in Fear the Walking Dead, Il serpente dell'Essex
- Zac Efron in Summerland, Zac Efron: con i piedi per terra
- Tyler James Williams in Tutti odiano Chris, The Walking Dead
- Rupert Grint in Sick Note, Agatha Christie - La serie infernale, Servant
- Rami Malek in The Pacific, Mr. Robot
- Brandon Perea in The OA
- Rory J. Saper in Cercami a Parigi
- Tom Felton in The Flash
- Nicholas Galitzine in Mary & George
- Ryan McGinnis in Ugly Betty
- Gonzalo Ramos in Fisica o chimica
- Matthew Timmons in Zack e Cody sul ponte di comando
- Cory Monteith in Glee
- Jack Falahee in Le regole del delitto perfetto
- Alexander Koch in Under the Dome
- Tom Maden in Scream
- Theo Rossi in The Penguin
- Charlie Carver in Desperate Housewives
- William Moseley in The Royals
- Logan Huffman in V
- Eddie Redmayne in I pilastri della Terra
- Steven Christopher Parker in E.R. - Medici in prima linea
- Nicholas D'Agosto in Heroes
- Kendall Schmidt in Big Time Rush
- Alex D. Linz in Miracolo a tutto campo
- Ben Boykewich in La vita segreta di una teenager americana
- Joseph Dempsie in Skins
- Hutch Dano in Zeke e Luther, Fratello scout
- Cole Sprouse in Friends
- Ben Kerfoot in M.I. High - Scuola di spie
- Tyler Posey in Teen Wolf
- Julian Morris in Pretty Little Liars
- Jesse Swenson in Gossip Girl
- Sean Flynn-Amir in Zoey 101
- Chris Galya in Jessie
- Dan Byrd in Aliens in America
- Dave Davis, Tyler James Williams, Callan McAuliffe in The Walking Dead
- Darren Criss in Eastwick
- Michael Marcus in Misfits
- Landon Liboiron in Terra Nova
- Jack Quaid in The Boys
- Louis Hunter in The Secret Circle
- Matthew Scott Montgomery in So Random!
- Kenji Fitzgerald in Alien Surf Girls
- Jamie Campbell Bower in Camelot
- Michael Grant Terry in Bones
- Gideon Glick in Devious Maids - Panni sporchi a Beverly Hills
- Connor Paolo in Revenge
- John Gammon in The Middle
- Rob Brown in Shooter
- Andrew Koji in Warrior, American Gods
- Rocky Selly in Canterbury School
- Isaac Lupien in The Next Step
- Matthew Daddario in Shadowhunters
- Iko Uwais in Wu Assassins
- Dev Patel in The Newsroom
- Rey Lucas in Orange Is the New Black
- Samuel Barnett in Dirk Gently - Agenzia di investigazione olistica
- Adam Nagaitis in Happy Valley
- Avan Jogia in Tut - Il destino di un faraone
- Carter Jenkins in Dr. House - Medical Division
- Peter Mark Kendall in Chicago Med
- Giles Matthey e Matt Kane in C'era una volta
- Jacob Bean-Watson in Grimm
- Jaime Lorente in La casa di carta
- Austin Falk in 2 Broke Girls
- Chris Lowell in GLOW
- Graham Patrick Martin in Major Crimes
- Quincy Fouse in Bosch
- Alex MacNicoll in The Society
- Tim Pocock in Dance Academy
- Thomas Prenn in 8 giorni alla fine
- Nakay Kpaka in Grantchester
- Tom Palmer in Doctor Who
- Josh O'Connor in I Miserabili
- Max Thieriot in Seal Team e Fire Country
- Kevin Guthrie in The English Game
- Sam Underwood in Dynasty
- Harry Melling in La regina degli scacchi
- Joseph Quinn, Robert Aramayo in Il Trono di Spade
- Keegan Allen in Walker
- Devon Terrell in Cursed
- Chad Duell e Nick Roux in I maghi di Waverly
- Steven Krueger in Yellowjackets
- Darin Brooks in Beautiful
- Nicolás Garnier in Violetta
- Alan Madanes in Bia
- Andrés Gil in Incorreggibili
- Michael Evans Behling in All American
- Gus Halper in Dickinson
- Rohan Nedd in Harry Wild - La signora del delitto
- Ok Taec-yeon in Vincenzo
- Liu Bei Shi in Un Delizioso Destino
- Peter Park Kendall in Gotham
- Jon López in Un altro domani
- Grey Damon in Malcolm
- Jayden Elijah in Saint X
- Metin Akdülger in The Gift
- Jack Reynor in Inverso - The Peripheral
- Tyler Posey in Now Apocalypse
- Johnny Pemberton in Fallout
- Joe Dempsie in Skins
- Seo Kang-joon in Grid
- Kento Kaku in House of Ninjas
- Tosin Cole in Supacell
- Noah LaLonde in Uno splendido errore
- Andrew James Allen in The Chosen
- Alex Saxon in Criminal Minds
- Jonathan Tucker in Perception
- Dali Benssalah in The Veil
- Jack Lowden in Slow Horses
- Alexander Ludwig in La Terra Sull'Abisso
- Jonathan Sousa in Reacher

### Film d'animazione
- Adrien Agreste / Chat Noir in Miraculous - Le storie di Ladybug e Chat Noir: Il film
- Davis in Digimon - Il film
- Fumino in Fumino il pilotino
- Jimmy Neutron in Jimmy Neutron - Ragazzo prodigio
- Beary Barrington in The Country Bears - I favolorsi[5]
- Chicco in Il settimo fratellino
- Sammy in Pokémon 4Ever
- Picasso in Cipollino
- Teo in Piccoli eroi della foresta
- Arthur Pendragon in Shrek terzo
- Fugo in Sword of the Stranger
- Cody Maverick in Surf's Up - I re delle onde
- Hiccup in Dragon Trainer, Dragon Trainer 2 e Dragon Trainer - Il mondo nascosto
- Yutaka Matsuno in Si sente il mare
- Shogo Fujimura "Fuji-P" in Pretty Cure Max Heart 2 - Amici per sempre
- Kludd in Il regno di Ga'Hoole - La leggenda dei guardiani
- Naofumi Tokino in The Sky Crawlers - I cavalieri del cielo
- Ray Steam in Steamboy
- George Little in Stuart Little 3 - Un topolino nella foresta
- Brent Winter in Il sogno di Brent
- JoJo in Ortone e il mondo dei Chi
- Magnus in Nocedicocco - Il piccolo drago
- Zufi ne I Lunes e la sfera di Lasifer
- Benny in I Magicanti e i tre elementi
- Dib in Invader Zim e il Florpus
- Tim Drake/Red Robin in Batman Ninja
- Chee-Cheee, il gorilla in Dolittle[6]
- Filavandrel in The Witcher: Nightmare of the Wolf
- Armand Roulin in Loving Vincent
- Frol in Mavka e la foresta incantata
- Pavitr Prabhakar / Spider-Man India in Spider-Man: Across the Spider-Verse
- Jester Garandaros in Black Clover: La spada dell'imperatore magico
- Jon Arbuckle in Garfield - Una missione gustosa
- Ultraman in Ultraman: Rising
- Arno Seabook in Mobile Suit Gundam F91

### Serie animate
- D.A. Sinclair in Invincible
- Adrien Agreste / Chat Noir e Félix Fathom e Alliance (Adrien) in Miraculous - Le storie di Ladybug e Chat Noir
- Shishinki in Inuyasha[7]
- Jean Kirschtein in L'attacco dei giganti
- Genos in One-Punch Man
- Light Yagami in Death Note
- Tevin Squalo in Tiny Toons Looniversity
- Brad in Kick Chiapposky - Aspirante stuntman
- Otto Sattutto in La squadra del tempo
- Leonard Helperman in Un cane di classe
- Rutger in Capitan Flamingo
- Scott in A tutto reality - La vendetta dell'isola e A tutto reality - All-Stars
- Buzz in Buzz e Poppy
- Tom-Tom in Tom-Tom e Nana
- Handrass in Pitt & Kantrop
- Voce narrante in Super Niyandar - Il gatto mascherato
- Malice in Lo stregone Orphen
- Principe Imperiale Ereditario in Fushigi yûgi
- Vash da ragazzo in Trigun
- Kazuma in Freedom Project
- Shogo "Fuji-P" Fujimura in Pretty Cure e Pretty Cure Max Heart
- Dominic Sorel in Eureka Seven
- Shawn Frost in Inazuma Eleven
- Daisuke Chinen in Fresh Pretty Cure!
- Sam Alexander/Nova in Ultimate Spider-Man
- Cytomander il Veloce in Sfondamento dei cieli Gurren Lagann[8]
- Hiccup in Dragons
- Bill (st. 1-4) in Curioso come George
- Brent in Spike Team
- Dylan Flannigan ne I Griffin[9]
- Jim Lake in Trollhunters - I racconti di Arcadia, 3 in mezzo a noi - I racconti di Arcadia, I Maghi - I racconti di Arcadia
- Louis in Beastars
- Dave in Jurassic World - Nuove avventure[10]
- Impulso in Young Justice
- Cellula Tumorale in Cells at Work! - Lavori in Corpo
- Kiyoka Kudou in il mio matrimonio felice
- Hughie in The Boys presenta: Diabolico!
- Kareem Abdul Jabbar-Brown in La famiglia Proud: più forte e orgogliosa
- Brad Boimler in Star Trek: Lower Decks
- Grey in The Grimm Variations
- Karma Fon Belga in Battle Spirits - Dan il Guerriero Rosso
- Heron in Blood of Zeus
- Xavier Olivette in Mobile Suit Gundam GQuuuuuuX

### Videogiochi
- Domino ne La carica dei 102: Cuccioli alla riscossa[11]
- Sam Alexander/Nova in Disney Infinity 2.0: Marvel Super Heroes
- Gale Olden in Lost Planet 3[12]
- Peter Pevensie in Le cronache di Narnia: Il leone, la strega e l'armadio[13]
- Marseph in Star Wars Jedi: Fallen Order [14]
- Taka, Kiheiji e Nattou in Ghost of Tsushima[15]
- Symon in Diablo IV[16]

## Riconoscimenti
- Gran Galà del Doppiaggio - Romics
  - 2005 - Voce emergente dell'anno
  - 2007 - Premio della critica e del pubblico Voce giovane dell'anno
  - 2009 - Voce maschile dell'anno per la voce di Dev Patel in The Millionaire[17]
- Musa d'Oro
  - 2021 - Miglior doppiaggio maschile film per Dev Patel (Davide Copperfield) nella Vita straordinaria di David Copperfield